# Purificación Angue Ondo
Purificación Angue Ondo (* April 1946 in Mongomo) ist eine äquatorialguineanische Diplomatin.

## Werdegang
Purificación Angue Ondo arbeitete seit 1964 als Schullehrerin und war eine der ersten äquatoguinischen Frauen, die einen Universitätsabschluss hatten. Nachdem sie seit Dezember 1968 mehrmals inhaftiert worden war, wurde sie 1973 während des Regimes von Francisco Macías Nguema nach Gabun verbannt, während sie im Außenministerium arbeitete und für ihre Überzeugungen eintrat, die nicht mit denen des Regimes übereinstimmten. Im Exil unterrichtete sie Spanisch an einer weiterführenden Schule. Nach dem Putsch von Teodoro Obiang kehrte sie 1980 nach Äquatorialguinea zurück. Von ihm wurde sie als Angehörige der Partei Partido Democrático de Guinea Ecuatorial 1981 zur stellvertretenden Ministerin für Arbeit, soziale Sicherheit und Frauenförderung und 1985 zur ersten Ministerin für Frauenförderung ernannt. Dieses Amt hatte sie elf Jahre inne. Von 1995 bis 1999 war sie Frauenministerin. Von 2000 bis 2005 war sie äquatorialguineanische Botschafterin im Kamerun. Vom 30. November 2005 bis September 2013 war Purificación Angue Ondo äquatorialguineanische Botschafterin in den Vereinigten Staaten und gleichzeitig Ständige Vertreterin ihres Landes bei den Vereinten Nationen. Am 24. September 2013 wurde Purificación Angue Ondo zur äquatorialguineanischen Botschafterin in Spanien ernannt und folgte Narciso Edu Ntugu in diesem Amt nach. Am 17. Januar 2020 verließ sie den Posten. Ihr folgte Miguel Edjang Angue nach.

## Auszeichnungen
- 1983: Unabhängigkeitsorden der äquatorialguineanischen Regierung[1]
- 1988: Großkreuz des Unabhängigkeitsordens der äquatorialguineanischen Regierung[1]
- 1999: Großkreuz des Unabhängigkeitsordens der äquatorialguineanischen Regierung[1]
- 2014: Frau der Bruderschaft der Ritter von Don Quijote der César Egido Serrano-Stiftung[1]

## Privates
Sie selbst wuchs als Einzelkind auf und ist Mutter von sechs Kindern. Einer ihrer Söhne war für zwei Tage Energieminister und ein anderer Sohn, Juan Carlos Ondo, war bis August 2019 Präsident des Obersten Gerichtshofs und ist seither auf der Flucht.